# Natuurbrug Laarderhoogt
Natuurbrug Laarderhoogt is een natuurbrug, of ecoduct over de A1 tussen Bussum en Laren en werd in 2015 geopend. De natuurbrug is 700 meter lang en overspant naast de A1 ook de Naarderstraat. Door deze verbinding is het noordelijke en zuidelijke deel van het Gooi met elkaar verbonden waardoor mensen en dieren gemakkelijk de weg kunnen oversteken. De verbinding maakt deel uit van de ecologische hoofdstructuur van Nederland.
De brug kwam tot stand door samenwerking tussen Rijkswaterstaat, de provincie Noord-Holland, het Goois Natuurreservaat en de gemeenten Laren en Blaricum.

## Afbeeldingen

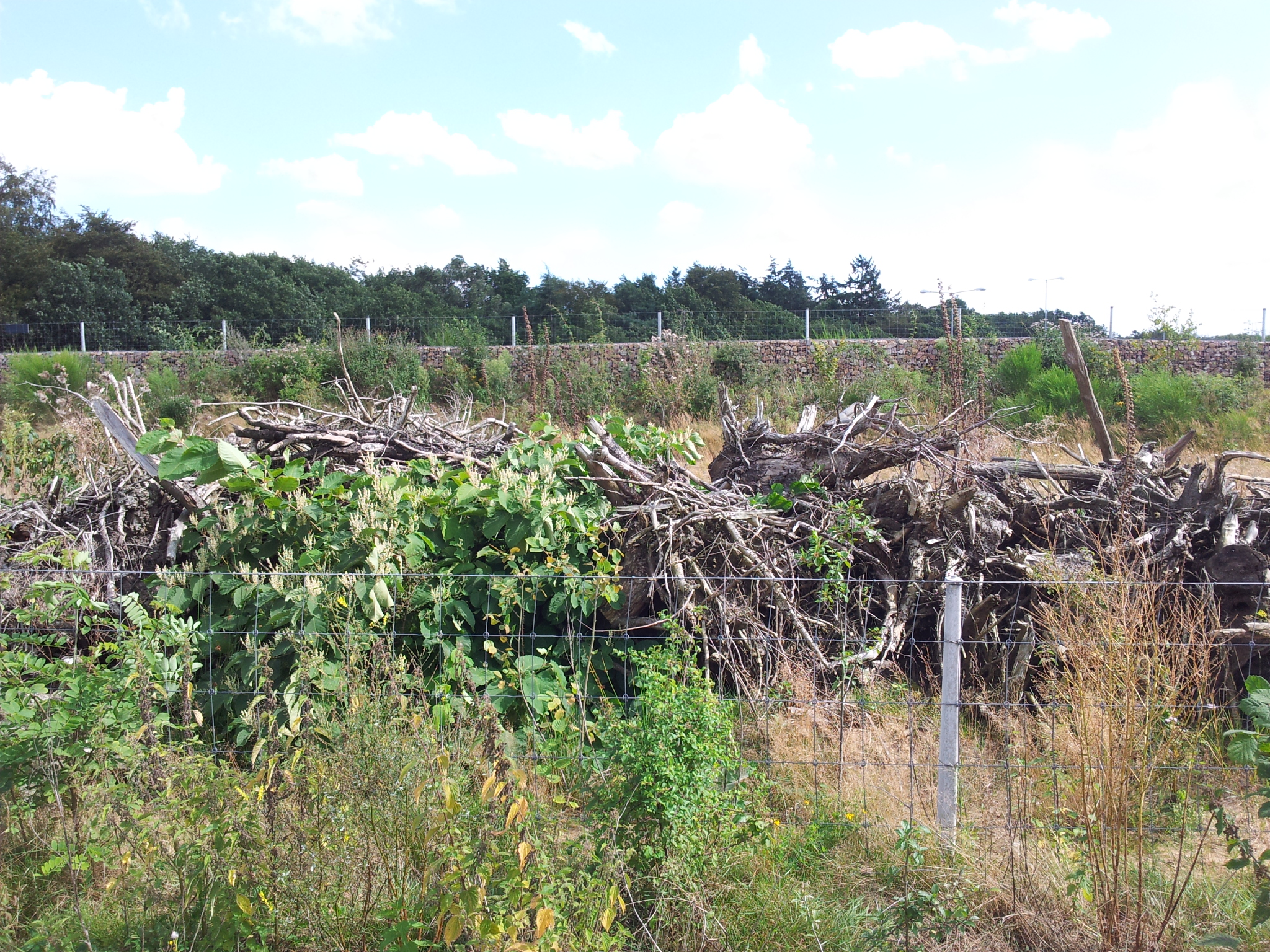
Boomstronken voor kleinere dieren.
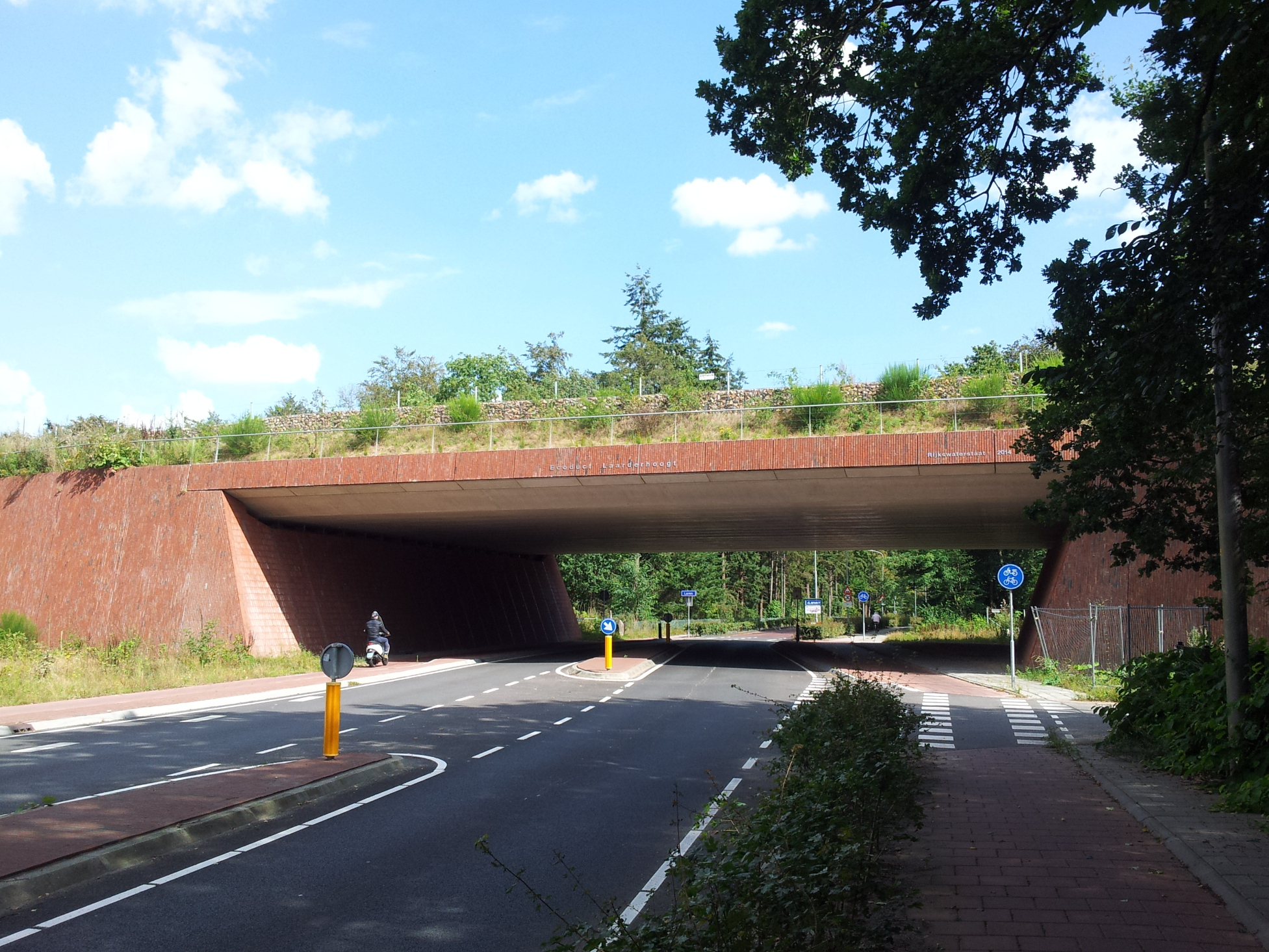
Viaduct over de Naarderstraat.
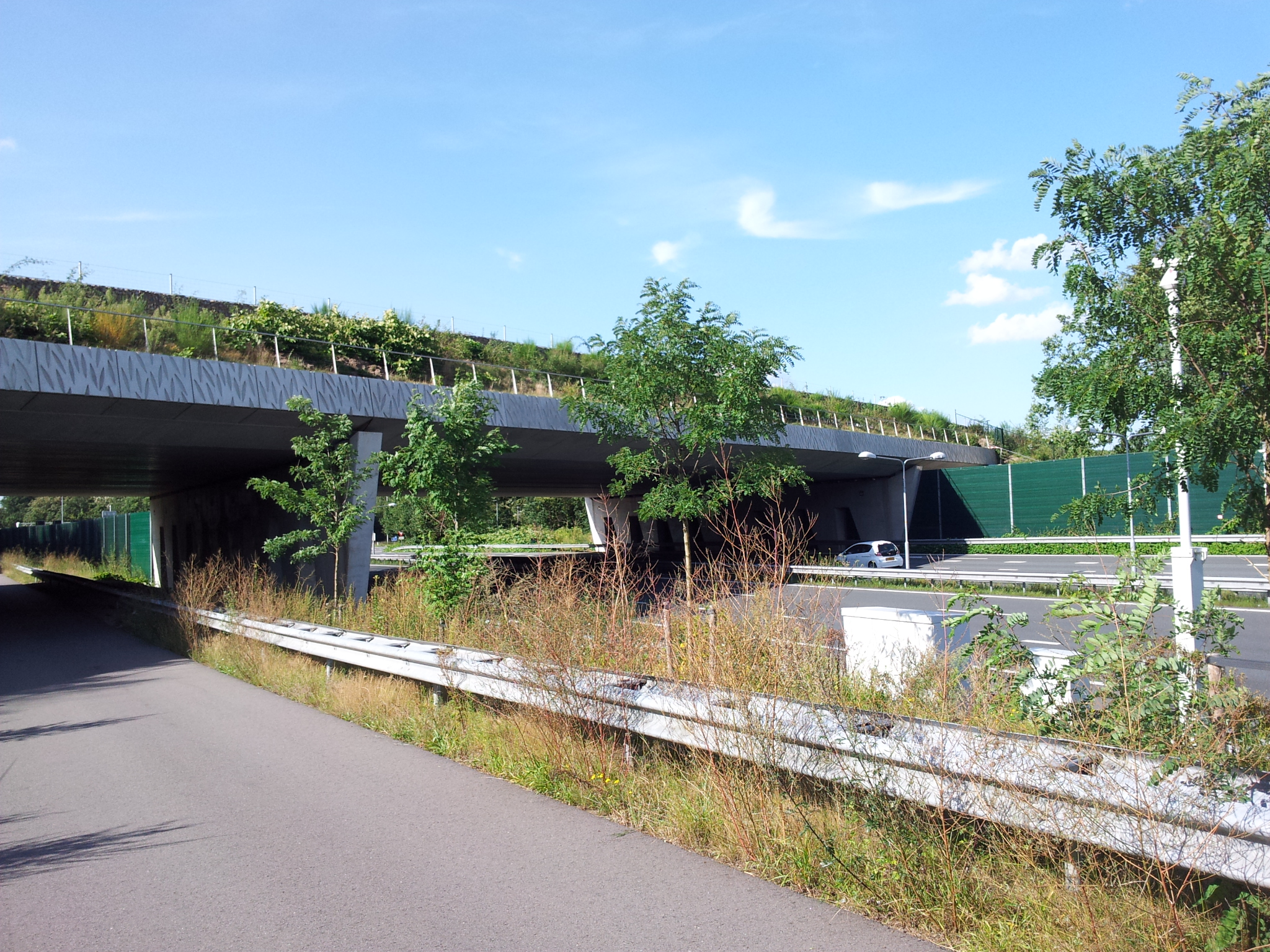
Viaduct over de A1.
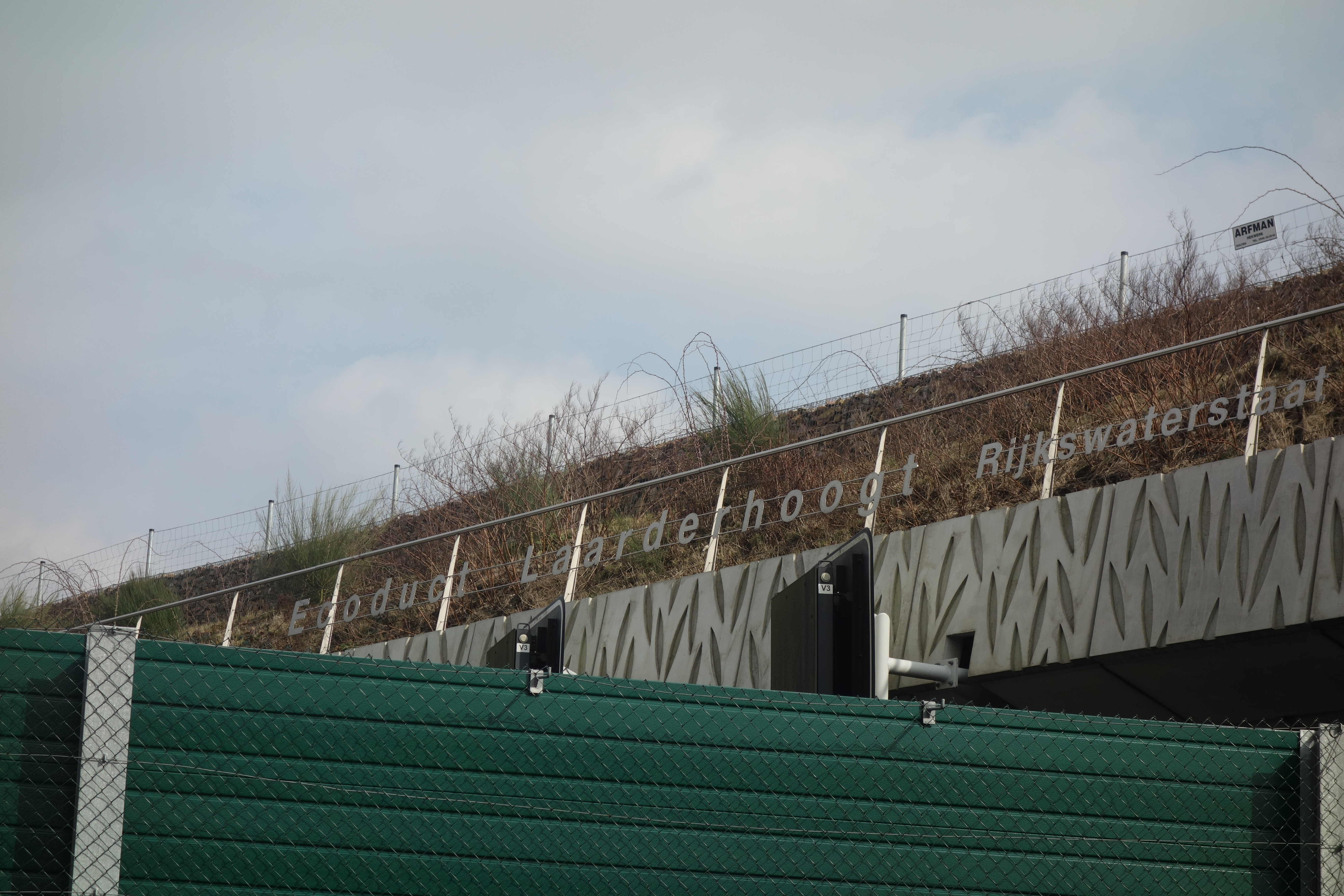
Ecoduct Laarderhoogt